# شيء خارج إطار التجارة
شيء خارج إطار التجارة (باللاتينية.) هي عقيدة نشأت في القانون الروماني، تنص على أن هناك بعض الأشياء المعينة التي لا يجوز أن تكون هدفًا للحقوق الخاصة، وبالتالي فإنها لا تكون عرضة للتداول.
وفي بعض السياقات، يمكن أن يشير هذا المصطلح إلى المناطق التي تتجاوز الحدود القومية، مثل الفضاء وقاع البحر، «فهذه المناطق تكون عرضة لحرية الاستغلال العامة بدون ممارسة السيادة القومية عليها.»
إذا كنا نتصور مجتمعًا عالميًا يتكون من «دول إقليمية ذات سيادة... فإن [المعنى الضمني هو ]أن هذه الدول تكون خارج إطار التجارة، وهي عبارة عن مساحة، بسبب موضعها ووظيفتها في هذا المجتمع، تكون منفصلة عن مجموعة حقوق الملكية والاستثناء ونقل الملكية الشاملة والتي يمكن أن يطلبها أصحاب الممتلكات بصفة عامة.»